# Селивантьев, Фёдор Григорьевич
Фёдор Григо́рьевич Селива́нтьев (1916—1989) — подполковник МВД СССР, участник Великой Отечественной войны, Герой Советского Союза (1946).

## Биография
Родился 15 февраля 1916 года[по какому календарю?] в станице Галюгаевская (ныне — Курский район Ставропольского края) в семье Терского казака. После окончания семи классов работал бригадиром в хлопководческом совхозе. В 1937 году был призван на службу в РККА. В 1941 году он окончил курсы младших лейтенантов и с ноября того же года воевал на фронтах Великой Отечественной войны.
К апрелю 1945 года гвардии старший лейтенант Фёдор Селивантьев командовал сабельным эскадроном 9-го гвардейского кавалерийского полка 3-й гвардейской кавалерийской дивизии 2-го гвардейского кавалерийского корпуса 1-го Белорусского фронта. Отличился во время боёв в Германии; 24 апреля 1945 года участвовал в боях за город Шторков  — его эскадрон уничтожил около роты немецких солдат и офицеров и захватил центр города. Указом Президиума Верховного Совета СССР от 15 мая 1946 года гвардии он был удостоен звания Героя Советского Союза с вручением ордена Ленина и медали «Золотая Звезда».
После окончания войны был уволен в запас в звании капитана. Жил в Махачкале, до 1976 года служил в органах МВД СССР.
Умер 11 ноября 1989 года. Похоронен на Старом Русском кладбище в Махачкале.
Был также награждён орденами Красного Знамени, Суворова 3-й степени, Отечественной войны 1-й степени, двумя орденами Красной Звезды, рядом медалей.

## Память
Именем Селивантьева в Махачкале названа улица.